# Selyemréti templom
A Szent István római katolikus templom Miskolc Selyemrét nevű városrészében, a Bajcsy-Zsilinszky út 33/b. szám alatt található. Eredeti neve Vasútvidéki templom volt, mert a Tiszai pályaudvar és a Gömöri pályaudvar viszonylagos közelségében helyezkedik el.
A templom építéséről már 1937-ben írtak a lapok: „a meghosszabbítandó Tisza István ucca egyik legszebb dísze lesz…”, felszentelésének tervezett dátuma is ismert volt, 1938,  a Szent István-év. Ez akkor nem valósult meg, a templom csak évekkel később épült fel, és 1943. szeptember 13-án szentelte fel Czapik Gyula egri érsek. Tervezője Hevesy Sándor egri építész volt. Akkor még nem készült el a harangtorony, még harangja sem volt a templomnak, így a felszenteléskor nem is harangoztak. Később kapott a templom egy ideiglenes, az 1930-as években készült, 130 kilogrammos lélekharangot. A templom 43 méter hosszú, 18 méter széles, 15 méter magas lett, a toronyrész enyhe hajlású gúla alakú tetővel volt fedve. Építőanyagként fontos szerepet kapott a beton, a mennyezet is kazettás betonból készült. Stílusa a két világháború közötti időszakra jellemző visszafogott modernista jellegű.
A templom dekorálására 1955-ig kellett várni, ekkor festette a szentély freskóját Kontuly Béla (1904–1983), amelyen magyar szenteket és a történelem nagyjait szerepeltette (Szent István, Árpád-házi Szent Margit, Árpád-házi Szent Erzsébet, Hunyadi János, II. Rákóczi Ferenc, Pázmány Péter és mások).
A jelenlegi harangtorony 1980. augusztus 20-ára készült el Horváth István tervei alapján, a következő évben pedig elkészült két új harangja is, az őrbottyáni Gombos Lajos műhelyében. A Szent István harang 710 kg, a Mária harang pedig 430 kg tömegű. Elkészült a templom külső felújítása és a belső fűtés is, a belsőket Takács István díszítette, 17 stációs vászonképét helyezték el benne. A templomban három mellékoltár van Szent Józsefről, a Szűzanyáról és Jézus szívéről elnevezve. A templom három szobra Szent Istvánt, Szent Terézt és Szent Antalt ábrázolja. A templom kétmanuálos, húsz regiszteres orgonája 1989-ben készült el Áment Lukács tervei szerint, és Seregély István egri érsek szentelte fel június 4-én. 2013-ban felújították a tornyát.
A templomban gyakran tartanak kórus- és zenekari hangversenyeket, a Miskolci Szimfonikus Zenekar évi rendszerességgel itt tartja húsvéti koncertjeit.

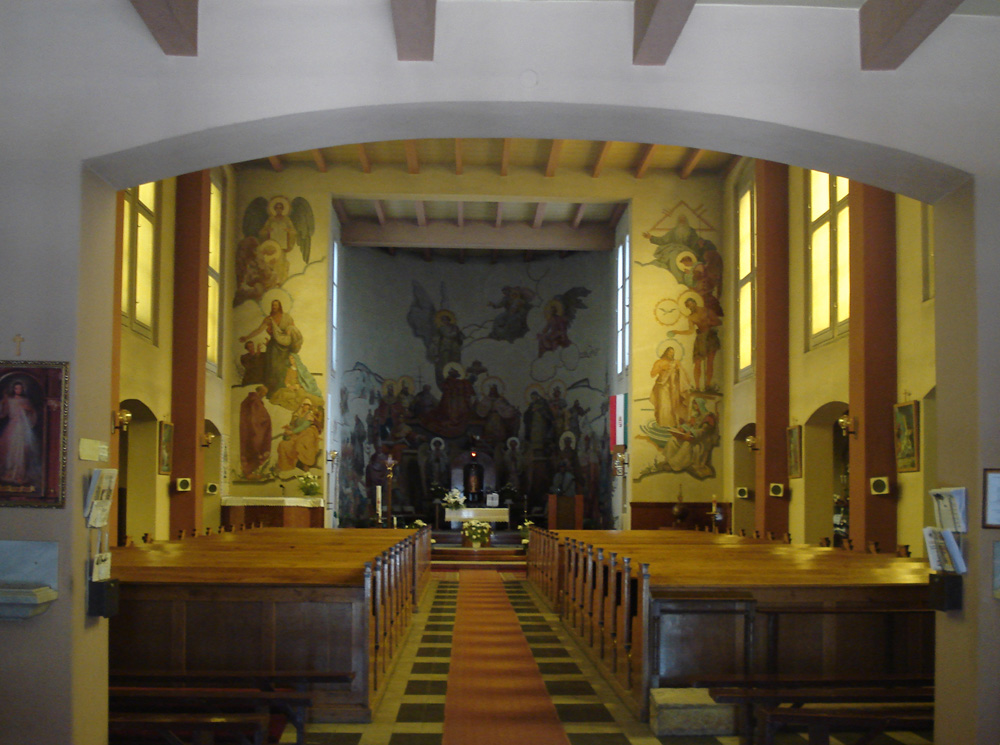
A templom belső képe